# 1-4-3 (I Love You)
1-4-3 (I Love You) é o segundo single do primeiro mini-álbum do cantor canadense Henry Lau, Trap. Foi lançada como single digital em 23 de agosto de 2013 pela SM Entertainment e KT Music na Coreia do Sul.

## Antecedentes
Em 14 de agosto de 2013, foi anunciado que Henry iria lançar sua canção "1-4-3 (I Love You)" com a participação de Amber Liu do f(x).
Uma semana depois, em 22 de agosto 2013, o vídeo da música foi lançado.

### Origem do 1-4-3
1-4-3 é um jogo de palavras para a frase significativa "I love you". Usando esses números para esta frase tem sido usada desde 1894. É um ciclo intermitente para sinais de luz. Com o uso de pagers na década de 1990, 1-4-3 entrou na cultura popular.
Conectando-se a isso, a canção também menciona a sequência numérica de 4-8-6, o que representa a quebra de quantos golpes que leva a escrever 사랑해 (saranghae, a frase coreana para "eu te amo") em Hangul.

## Lançamento
A versão coreana de "1-4-3 (I Love You)" tem a participação de Amber do f(x) e foi lançada em 23 de agosto de 2013. Henry e Amber performaram 1-4-3 (I Love You) ao vivo no M! Countdown no mesmo dia.

## Lista de faixas
| N.º            | Título                                          | Letras                  | Música                                            | Duração |  |
| 1.             | "1-4-3 (I Love You)" (feat. Amber)              | Jun Gan-di, Neil Nallas | Noize Bank                                        | 3:27    |  |
| 2.             | "1-4-3 (I Love You)" (Versão acustica)          | Jun Gan-di, Neil Nallas | Noize Bank                                        | 3:38    |  |
| 3.             | "1-4-3 (I Love You)" (NoizeBank Extended Remix) | Jun Gan-di, Neil Nallas | Noize Bank                                        | 5:20    |  |
| 4.             | "Trap" (Versão em inglês)                       | Geraldo Sandell         | Svante Halldin, Emilh Tigerlantz, Geraldo Sandell | 3:46    |  |
| Duração total: | Duração total:                                  | Duração total:          | Duração total:                                    | 13:31   |  |